# Bofors 40 mm
El Bofors 40 mm es un cañón automático antiaéreo de 40 mm desarrollado por la compañía sueca del mismo nombre, ahora subsidiaria de Saab AB y United Defense Industries. Fue uno de los cañones antiaéreos medios más utilizados y fabricados durante la Segunda Guerra Mundial, usado tanto por los Aliados como por el Eje. Este cañón continúa en servicio actualmente, siendo una de las piezas de artillería con el más largo servicio. Por su popularidad, es conocido simplemente como cañón Bofors a pesar de que existen otros cañones Bofors de distinto tipo y calibre.

## L/60

### Desarrollo
La Armada sueca compró en 1922 a la Vickers Limited unos cuantos cañones antiaéreos Pom-Pom de 2 libras. La Armada contactó a la Bofors para el desarrollo de un reemplazo más efectivo. Esta última firmó un contrato a fines de 1928. La Bofors produjo un cañón que era una versión más pequeña del cañón semiautomático de tiro rápido de 57 mm desarrollado como arma antitorpedera a fines del siglo XIX por la empresa Finspong. Su primer cañón de pruebas fue una versión Nordenfelt recalibrada del cañón Finspong, a la cual se le agregó un mecanismo de carga semiautomático.
Las pruebas de este cañón en 1929 demostraron que existía un problema en la alimentación y no podía mantener una cadencia de disparo razonable. Su mecanismo era lo suficientemente fuerte para resistir las tensiones producidas al mover el gran proyectil, pero era demasiado pesado para moverse con velocidad y permitir disparar rápidamente. Un intento de resolver este problema fue el empleo de proyectiles con casquillo de zinc, que se consumían al momento de disparar. Su principal inconveniente era que se formaban gruesos depósitos de zinc en el cañón, por lo que fue abandonado. En el verano de 1930, empezaron a experimentar con un nuevo cañón de pruebas que descartaba la alimentación controlada y eyectaba hacia atrás el casquillo disparado, mientras que un segundo mecanismo recargaba el cañón al "lanzar" un proyectil desde la tolva hacia la recámara abierta. Esta era la solución que estaban buscando, la cual mejoró la cadencia de disparo a un nivel aceptable y al poco tiempo se empezó a construir un prototipo.
Durante este periodo, la firma Krupp compró un tercio de las acciones de Bofors. Los ingenieros de Krupp empezaron a actualizar las fábricas Bofors para emplear equipamiento y técnicas metalúrgicas modernos, pero el proyecto del cañón de 40 mm fue mantenido en secreto.

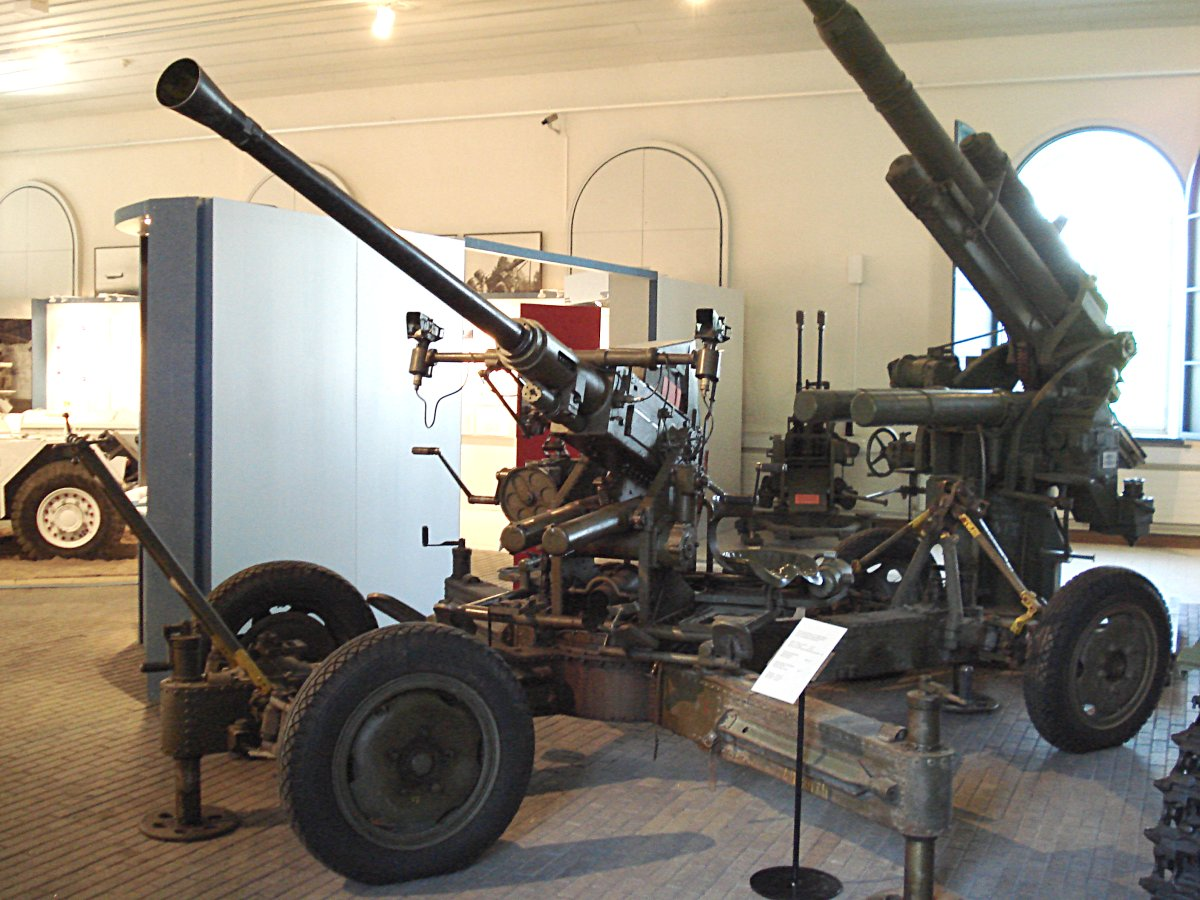
Cañón Bofors 40 mm finlandés. Este cañón monta las miras reflectoras originales y no tiene el escudo protector de los cañones británicos.

El prototipo fue terminado y disparado en noviembre de 1931; para la quincena del mes ya disparaba ráfagas cortas de dos y tres proyectiles. Lo único que faltaba por hacer eran cambios al mecanismo de alimentación, por lo que a fines de ese año ya disparaba con una cadencia de 130 disparos por minuto. Se continuó su desarrollo para que sea un arma apta de producirse en serie, siendo completado en octubre de 1933. Como las pruebas de aceptación ya habían tenido lugar el año anterior, este cañón fue conocido como 40 mm akan M/32. La mayoría de Fuerzas Armadas lo llaman Bofors 40 mm L/60, aunque su cañón en realidad tiene una longitud de 56,25 calibres y no de 60 calibres como figura en su nombre.
El cañón disparaba el cartucho 40 x 311 R de 900 g con bala de alto poder explosivo a una velocidad de 850 m/s. La cadencia de disparo normalmente era de unos 120 disparos/minuto (2 disparos/segundo), que aumentaba ligeramente cuando los cañones se hallaban casi en posición horizontal ya que la gravedad ayudaba a alimentar el cañón desde la tolva montada sobre el cajón de mecanismos. En la práctica, las cadencias de disparo eran de unos 80-100 disparos/minuto (1,3-1,7 disparos/segundo) debido a que los proyectiles eran introducidos en la recámara desde peines de 4 que debían reemplazarse manualmente. El techo máximo era de 7200 m, pero el techo efectivo era de unos 3800 m.
El cañón iba equipado con un avanzado sistema de puntería. Tanto el apuntador como el artillero tenían miras reflectoras para apuntar, mientras que un tercer sirviente detrás de estos "ajustaba" el ángulo de caída con ayuda de un sencillo computador mecánico analógico. La energía para las miras era suministrada por una batería de 6 voltios.

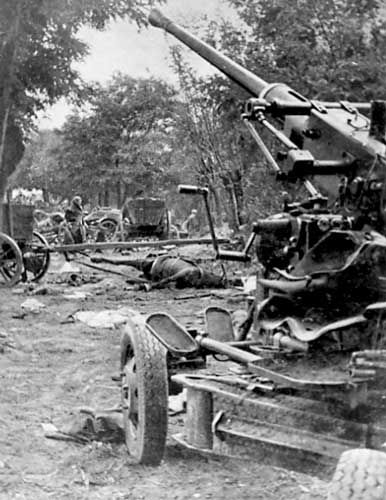
Un Bofors de fabricación polaca tras la Batalla de Bzura. Este cañón también lleva las miras reflectoras que equiparon a las primeras versiones del Bofors.

La Armada sueca decidió que necesitaba un pequeño cañón sobre afuste manual de 13 mm-25 mm, probando varios diseños de empresas extranjeras. Con el cañón de 40 mm en pleno desarrollo, la Bofors ofreció una versión de 25 mm en 1932, que eventualmente fue seleccionada como el 25 mm akan M/32. La primera versión del Bofors 40 mm que ordenó la Armada fue para emplearse en submarinos. Su cañón tenía una longitud de 42 calibres, por lo que su velocidad se redujo a 700 m/S. Cuando no era empleado, el cañón era apuntado a 90° y se retraía dentro de un cilindro estanco. Los únicos submarinos que emplearon este afuste fueron los nueve sumergibles de la Clase Sjölejonet, donde los cañones también servían como armamento de cubierta al ser lo suficientemente poderosos para emplearlos contra embarcaciones pequeñas, siendo retirados más tarde al dotarse a los submarinos con torres de observación hidrodinámicas.
El primer pedido para el "verdadero" L/60 fue hecho por la Armada holandesa, que ordenó cinco baterías dobles para el crucero De Ruyter en agosto de 1934. Estos cañones eran estabilizados mediante el afuste Hazemeyer, donde los artilleros apuntaban el cañón mientras que otro sirviente estabilizaba manualmente la plataforma donde se situaba el cañón. Todas las cinco baterías eran operadas por un sistema director de disparo.
La Bofors desarrolló además un afuste remolcable que fue expuesto en abril de 1935 en Bélgica, el cual permitía al cañón ser disparado desde su afuste sin preparación previa, aunque con limitada precisión. Si había tiempo para emplazarlo, los artilleros empleaban la barra de remolque y el seguro de boca como palancas, levantando las ruedas del suelo y apoyando el cañón sobre soportes. Dos patas adicionales se desplegaban a los costados y el afuste era nivelado con manivelas. Todo el proceso de emplazamiento se podía efectuar en menos de un minuto.
Las órdenes para versiones terrestres fueron inmediatas, empezando con una de ocho cañones por parte de Bélgica en agosto de 1935 y siendo seguida por órdenes de otras Fuerzas Armadas, inclusive de Polonia, Noruega y Finlandia. Fue aceptado en el Ejército sueco al año siguiente, con el nombre de 40 mm lvakan m/36, donde la "m" minúscula indica que es un modelo del Ejército al contrario de la "M" mayúscula de la Armada.
Debido a la falta de mano de obra, se abrieron algunas fábricas de la Bofors en Polonia.

## Versiones británicas

### Versiones del Ejército

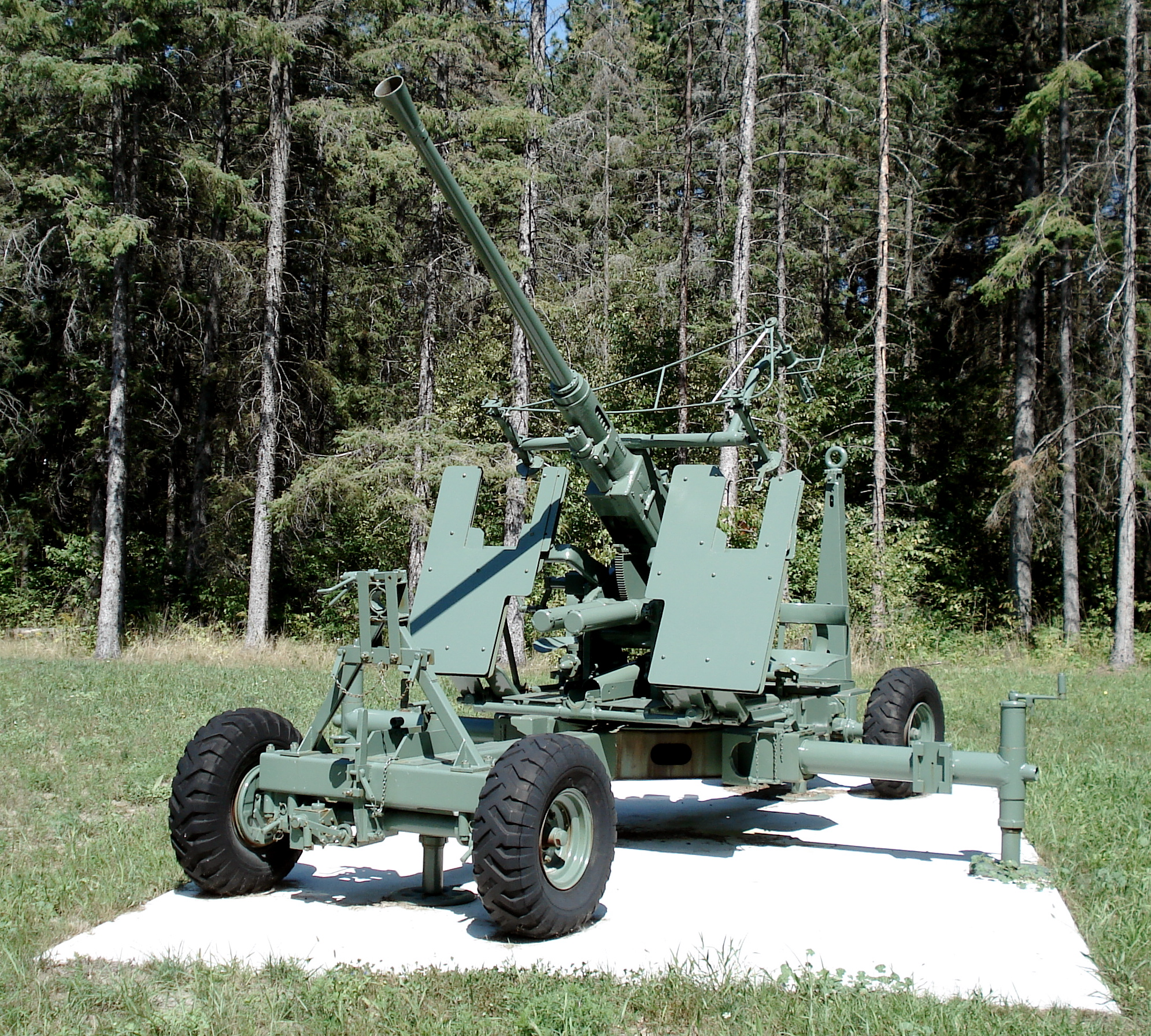
Un cañón Q.F. 40 mm Mk. 1 expuesto en el Museo de la Base Borden. Este ejemplar lleva una Mira Stiffkey, además de los escudos protectores para los artilleros.

El Ejército Británico examinó por primera vez el Bofors cuando recibieron unos cuantos cañones de fabricación polaca para ser probados en 1937, llamados QF 40 mm Mark I (QF es la abreviación de "Quick Firing", disparo rápido en inglés), o Mark I/2 tras un pequeño cambio en el apagallamas. Se compró una licencia y las dimensiones del cañón fueron modificadas de métricas a imperiales. Además se hicieron varios cambios al diseño para hacerlo más acorde con la producción en serie, ya que el diseño original del Bofors se ensamblaba manualmente y varias piezas llevaban el aviso de "limar para que encaje al ensamblar", necesitando varias horas/hombre de labor para completarlo.
Las pruebas mostraron que apuntar los cañones hacia aviones que volaban a gran velocidad era un serio problema. Aunque el cañón podía emplazarse y prepararse con rapidez, apuntar con precisión durante estas operaciones era difícil. Para remediar esto, los británicos introdujeron un complejo computador mecánico analógico, el Director Kerrison, que efectuaba eléctricamente la operación. Un equipo de tres hombres operaban el director, apuntándolo hacia el blanco e introduciendo estimaciones del alcance y diversas condiciones atmosféricas. Luego el director apuntaba automáticamente el cañón con ayuda de afustes motorizados, mientras que los artilleros cargaban los peines en la tolva. Se le agregaron miras de apoyo a los Bofors, reemplazando las anteriores miras reflectoras y el calculador de caída con un punto de mira y un alza circular conocida como "panqueque".
Bajo esta forma, el QF 40 mm Mark III (no hubo un Mk II) fue el cañón antiaéreo ligero estándar del Ejército, operando junto a los cañones antiaéreos pesados QF de 3 pulgadas 20 cwt (76,2 mm) y QF de 3.7 pulgadas (94 mm). El Bofors era considerado una pieza muy importante en la defensa del Reino Unido tras la caída de Francia, que en 1940 se produjo la película The Gun para impulsar a los torneros y que aumenten la producción de los cañones. Hacia el final de la guerra, la producción total de las fábricas británicas, canadienses y australianas fue de más de 2100 unidades, mientras que las unidades estadounidenses obtenidas a través del Lend-Lease sumaron unas 150.
Se descubrió que era difícil poner a punto y emplear en combate el director Kerrison, así como en otras situaciones, además de hacer más compleja la logística al tener que mantener su grupo electrógeno alimentado con combustible. En la mayoría de acciones solamente se empleaban las miras "panqueque", sin ningún medio de corrección, haciendo que las versiones británicas sean menos capaces que las empleadas por otras Fuerzas Armadas. Eventualmente, la escuela de artilleros antiaéreos del polígono de tiro de Stiffkey en Norfolk desarrolló una solución funcional, un mecanismo trapezoidal que movía las miras "panqueque" para poder corregir la caída del proyectil, operado por un nuevo sirviente que se encontraba detrás del apuntador de la izquierda. La Mira Stiffkey fue suministrada a las unidades antiaéreas en 1943, llegando a las unidades canadienses en medio de la Batalla de las Islas Aleutianas. Una modificación final al mecanismo de elevación dio origen al QF 40 mm Mark XII. Además diseñaron un afuste de dos ruedas más ligero para emplearse por las tropas aerotransportadas.
El Ejército además experimentó con varios sistemas antiaéreos autopropulsados basados en diversos chasis de tanques. Los cambios en la recámara para este papel crearon al QF 40 mm Mark VI, que fue empleado en el tanque Crusader para dar origen al Crusader III AA Mark I. La principal versión autopropulsada del Bofors montaba el cañón sobre el chasis de un camión Morris Commercial con tracción a las cuatro ruedas. Estos cañones autopropulsados eran empleados para apoyar divisiones del Ejército, proveyendo una rápida protección contra ataques aéreos sin necesidad de emplazar el cañón. Eran denominados "Carrier, SP, 4x4 40mm, AA (Bofors) 30cwt". Fueron empleados en el norte de Francia, donde seis Bofors autopropulsados del 92 Regimiento de artillería antiaérea ligera de la Artillería Real (Loyals) desembarcaron junto a la 3.ª División Mecanizada en la Playa Sword el Día D para proteger los vitales puentes sobre el Canal de Caen y el río Orne (Puente Pegasus y Puente Horsa), derribando 17 aviones alemanes. Más tarde en esta campaña, los Bofors autopropulsados fueron ampliamente usados tanto contra blancos terrestres como aéreos. En servicio británico, el Bofors tuvo un papel sumamente especializado: durante la Campaña del Norte de África, en la Segunda Batalla de El Alamein, fueron empleados para disparar horizontalmente munición trazadora e indicar a las tropas los corredores seguros a través de los campos de minas alemanes. Esta práctica se siguió desarrollando durante las operaciones en Europa nor-occidental, donde ráfagas de balas trazadoras de distintos colores eran usadas para definir las líneas de avance de diferentes unidades durante ataques nocturnos a gran escala.

### Versiones navales

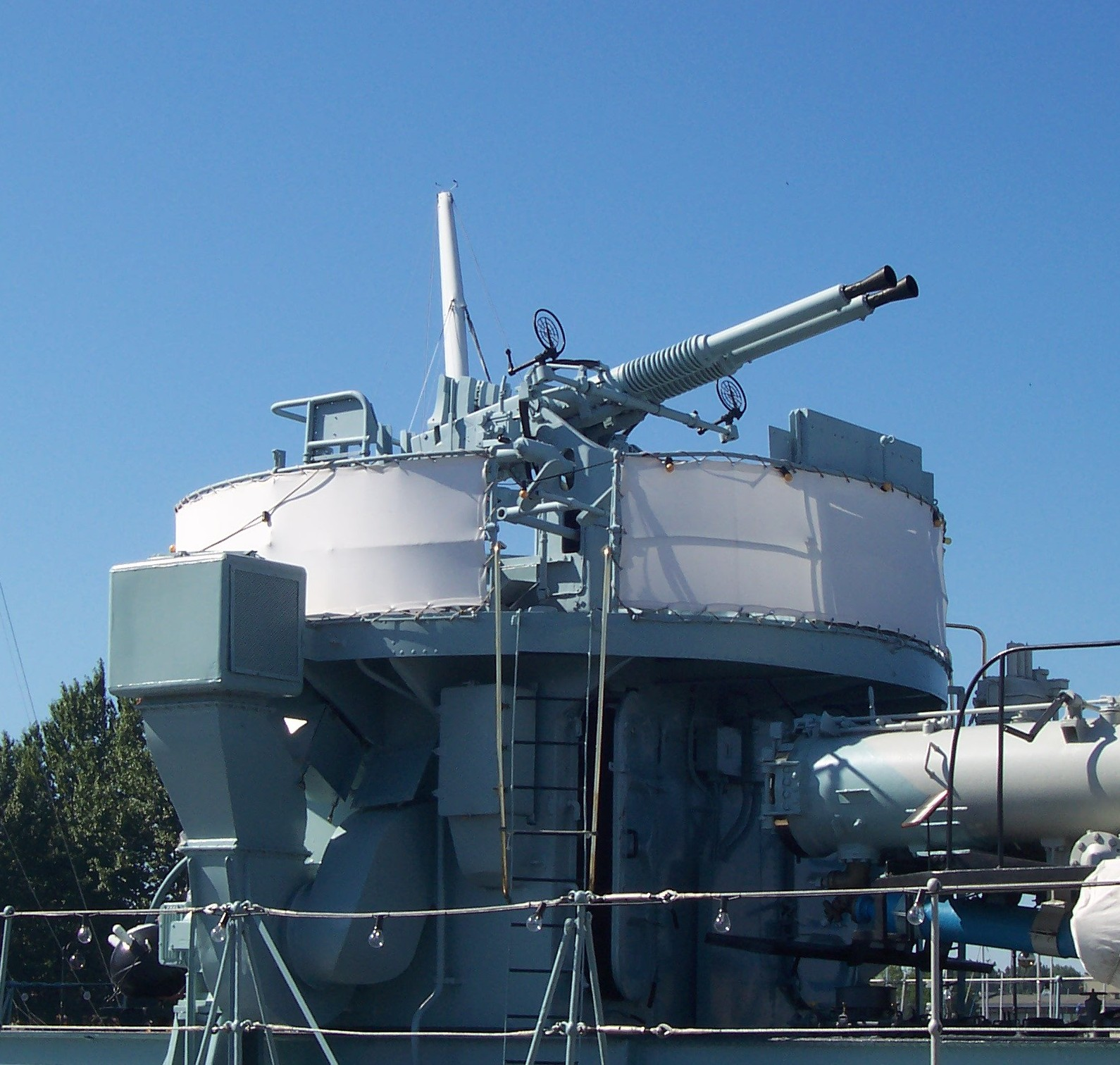
Una batería doble de Bofors 40 mm a bordo del ORP Błyskawica, un destructor de la Segunda Guerra Mundial de la Armada polaca.

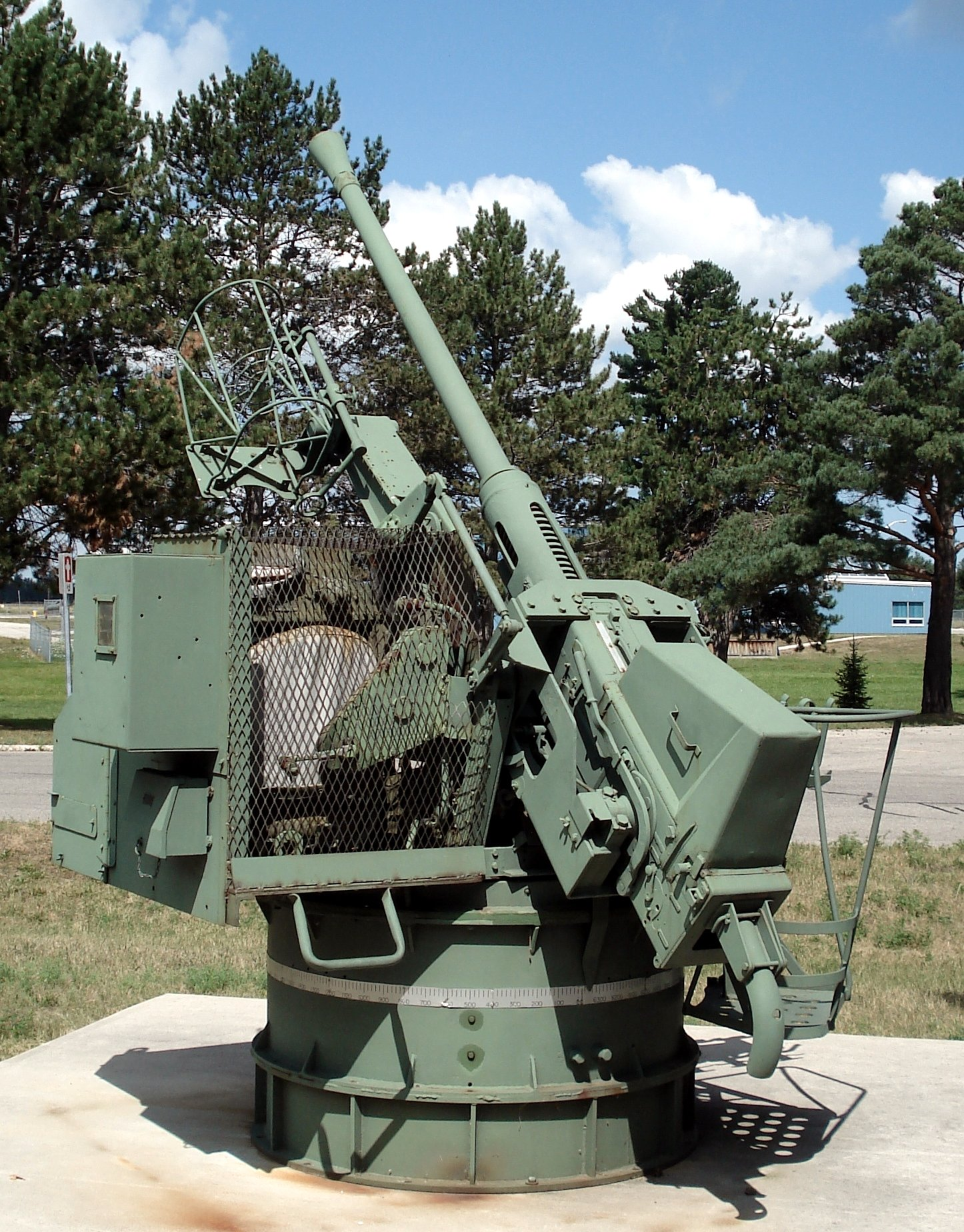
Afuste Boffin, expuesto en el museo de la Base Borden. En 1996, piezas de museo como este cañón fueron nuevamente puestas en servicio como armamento principal de los guardacostas Clase Kingston.

La Royal Navy utilizó ampliamente el Bofors. Sus primeras unidades fueron versiones enfriadas por aire rápidamente adaptadas a buques durante la retirada de Noruega. Con la caída de los Países Bajos en 1940, el minador HNLMS Willem van der Zaan trajo consigo el primer ejemplar de un cañón enfriado por agua montado sobre su afuste Hazemeyer estabilizado en sus tres ejes. Las unidades de producción local empezaron a llegar en 1942, conocidas como QF 40 mm Mark IV cuando eran empleadas en baterías dobles o QF 40 mm Mark V cuando era empleado en un afuste simple. La Armada empleó una variedad de versiones del Bofors básico durante la guerra, incluyendo del Mark VII al Mark XI. El cañón antiaéreo ligero de producción local de la Royal Navy, el QF de 2 libras, también tenía el mismo calibre que el Bofors pero era mencionado como QF 2 pdr.
La denominación de los modelos en servicio con la Royal Navy es confusa, ya que el cañón y su afuste recibían números de modelo separados. Fueron empleados los siguientes afustes:
- Mark I: batería doble basada en un diseño estadounidense y que empleaba cañones de fabricación estadounidense, no fue ampliamente empleada. Estaba equipada para emplear un director de disparo remoto.
- Mark II: batería cuádruple similar a la Mark I.
- Mark III: versión navalizada del afuste simple del Ejército, con mecanismo de elevación y rotación manual.
- Mark IV: una batería doble con estabilización en los tres ejes, habitualmente llamada "Hazemeyer" y copiada del diseño holandés con el mismo nombre. Tenía montado un director de disparo y usualmente era equipada con un Radar Tipo 282 para obtener información sobre la distancia del blanco.
- Mark V: batería doble que superó y eventualmente reemplazó a la Mark IV, frecuentemente mencionada como "afuste utilitario". Era una batería doble simplificada y sin estabilización, basada en la batería doble estadounidense Mark I y diseñada para emplear un director de disparo remoto.
- Mark VI: una batería de seis cañones alimentados desde grandes bandejas en lugar de peines, diseñada para mando a distancia con ayuda de un director de disparo con radar dedicado.
- Mark VII: afuste simple accionado hidráulicamente, que superó al Mark III y entró en servicio en 1945.
- Mark IX: un afuste Mark VII modificado con un motor eléctrico, denominado Afuste Mark IX, que fue empleado en la Guerra de las Malvinas.

El Afuste Mark V (Mark VC para las unidades fabricadas en Canadá) para el cañón Oerlikon 20 mm y el QF de 2 libras fue adoptado inicialmente como un afuste interimario para el Bofors. Era un afuste simple accionado hidráulicamente, conocido como Boffin.
El último afuste británico para el Bofors que entró en servicio fue el STAAG (acrónimo de Stabilized Tachymetric Anti Aircraft Gun, Cañón Antiaéreo Tacométrico Estabilizado en inglés), que era una batería doble estabilizada y llevaba su propio sistema director de disparo tacométrico basado en el Radar Tipo 262 centimétrico, capaz de "fijarse" en un blanco. Este afuste era pesado (17,5 toneladas) y las altas vibraciones producidas por los cañones lo hacían un lugar inadecuado para montar sensibles aparatos electrónicos de tubos de vacío y computadoras mecánicas analógicas. El STAAG Mark I llevaba el plato del radar sobre las cañas de los cañones, donde se dañaba durante los disparos, por lo que se montó sobre el techo de la cabina de control en el STAAG Mark II. El STAAG demostró ser muy difícil de mantener en el áspero ambiente de un buque de guerra, siendo reemplazado más tarde por el Afuste Mark V con el director de disparo situado remotamente, el afuste simple Mark VII y finalmente, con el misil Sea Cat.
Los visitantes del HMS Belfast, amarrado como buque museo en Londres, pueden elevar y rotar una batería doble de Bofors 40 mm.

## Versiones estadounidenses

### Fabricación
Para poder suministrar grandes cantidades del Bofors tanto al ejército como a la armada, la Chrysler fabricó durante la guerra 60 000 cañones y 120 000 cañas, a la mitad del coste estimado original, completando los requisitos del Ejército hacia 1943. Durante su producción, los ingenieros de la Chrysler introdujeron varios cambios adicionales para mejorar la producción en serie, reduciendo eventualmente a la mitad el tiempo promedio para construir un Bofors; la mayoría de estos cambios se aplicaron a los métodos de producción antes que al diseño del cañón.
Hubo muchas dificultades en la producción del Bofors en los Estados Unidos, aparte de su complejidad (ilustrada por el empleo de 2000 subcontratistas en 330 ciudades y 12 fábricas de la Chrysler para ensamblar las piezas). Los planos estaban en sueco, con las dimensiones en sistema métrico decimal y se leían a partir del primer ángulo de proyección, con una menor precisión que la requerida para la producción en serie. La Chrysler tuvo que traducirlos en inglés, arreglar las dimensiones absolutas y cambiarlos al tercer ángulo de proyección. "Debe notarse que la Armada de los Estados Unidos consideró que el diseño original del Bofors Modelo 1936 era completamente inadecuado para las técnicas de producción en serie necesarias para producir la gran cantidad de cañones que equiparían los buques de guerra. En primer lugar, los cañones suecos fueron diseñados usando el sistema métrico decimal, un sistema totalmente desconocido en los Estados Unidos en aquel entonces. Peor aún, las dimensiones en sus planos frecuentemente no correspondían con las de los cañones. En segundo lugar, los cañones suecos necesitaban una gran cantidad de trabajo manual para completarlos. Por ejemplo, los planos originales tenían varias notas que decían "limar para que encaje al ensamblar" y "taladrar para que encaje al ensamblar", las cuales tomaban demasiado tiempo de producción en llevarse a cabo. En tercer lugar, los afustes suecos eran accionados manualmente, mientras que la Armada de los Estados Unidos necesitaba afustes motorizados para obtener una rápida elevación y rotación necesarias para atacar aviones modernos. En cuarto lugar, los cañones suecos eran enfriados por aire, limitando su capacidad para disparar ráfagas largas, una necesidad para la mayoría de cañones antiaéreos navales. Finalmente, la Armada de los Estados Unidos rechazó la munición de diseño sueco por ser insegura, al descubrirse que su espoleta era demasiado sensible para su habitual empleo a bordo y determinar que su diseño en general era inadecuado para la producción en serie. Los fabricantes estadounidenses hicieron cambios radicales al diseño sueco para minimizar estos problemas, dando como resultado que los cañones y afustes producidos en los Estados Unidos tengan muy poco parecido con sus ancestros suecos". Los ingenieros de la Chrysler además trataron de simplificar el cañón sin éxito y de filmar películas de alta velocidad para encontrar posibles mejoras, pero esto no fue posible hasta casi el fin de la guerra.

### Versiones navales

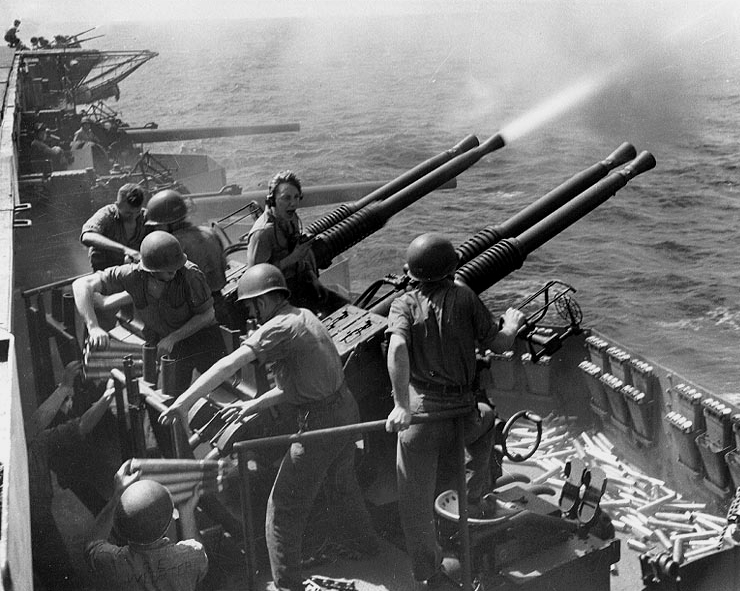
Una batería cuádruple MK 12 abre fuego desde el USS Hornet.

La Oficina de Armamento de la Armada de los Estados Unidos compró a la Bofors una batería doble enfriada por aire, que llegó a Nueva York el 28 de agosto de 1940. Durante aquel mes otro buque de guerra holandés, la corbeta HNLMS Van Kinsbergen , mostró a los observadores de la Armada el afuste Hezemeyer. El cañón fue rápidamente elegido como arma antiaérea estándar de la Armada, llegándose a importar en secreto desde Reino Unido un juego de planos con dimensiones en sistema inglés y se dio inicio a su producción ilegalmente. En junio de 1941 se firmó un contrato formal con la Bofors. Los cañones Mark 1 y Mark 2 fueron respectivamente creados para el lado izquierdo y derecho de una batería doble, siendo adaptados por la Chrysler para enfriamiento por agua. Eventualmente fue reemplazado por el cañón 3"/70 Mark 26 debido a su incapacidad para destruir en el aire aviones kamikaze.
La satisfacción de la Armada con sus cañones antiaéreos era demostrada por su costumbre de enviar telegramas a la Chrysler con los números de serie de los cañones cuando estos derribaban un avión.

### Versiones del Ejército
El Ejército de los Estados Unidos había introducido recientemente un cañón automático de 37 mm de diseño propio, pero descubrió que tenía un limitado desempeño. Se importaron seis cañones Bofors británicos para ser probados, junto con sus Directores Kerrison, demostrando ser superiores en todos los aspectos.
En servicio del Ejército, el Bofors era denominado Cañón Automático M1 40 mm. La versión estadounidense del Bofors disparaba tres variantes del proyectil británico Mk. II de alto poder explosivo, así como el proyectil antiblindaje M81A1 que era capaz de penetrar unos 50 mm de blindaje homogéneo a 457 m (500 yardas).
La batería doble fue montada sobre un chasis de M24 Chaffee y llamada Cañón Autopropulsado M19.

## Ejemplares capturados
El Heer empleó algunos cañones Bofors que fueron capturados en Polonia y Francia. La Kriegsmarine también utilizó algunos cañones obtenidos en Noruega.
En la Kriegsmarine, el cañón fue denominado 4 cm Flak 28, siendo empleado hacia el fin de la guerra a bordo de los cruceros Admiral Hipper y Prinz Eugen.
Japón capturó algunos cañones Bofors en Singapur y los empezó a producir como Tipo 5.
Tanto Japón como Alemania Occidental continuaron empleando el Bofors durante la Guerra Fría.

## Variantes

### L/60

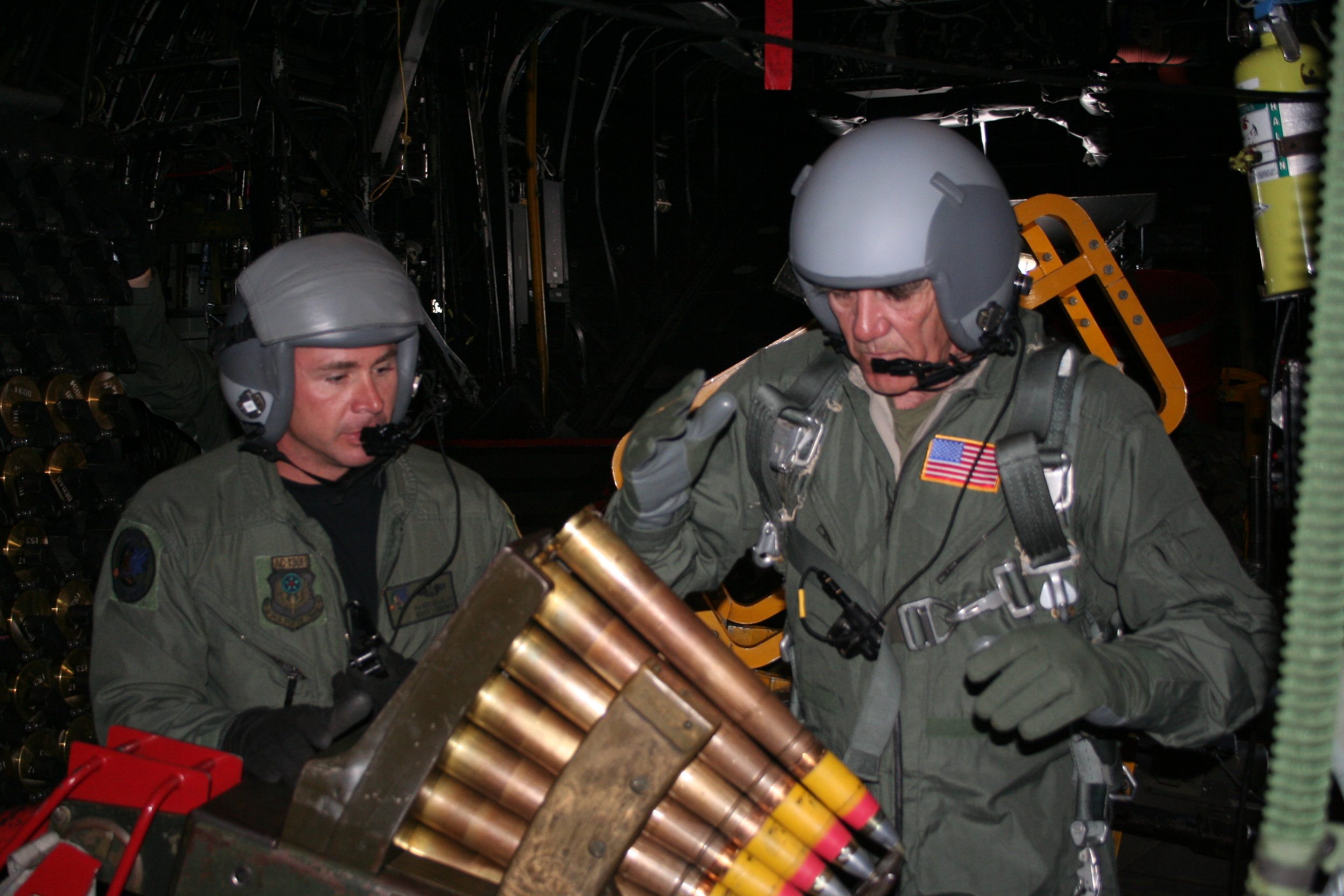
Un tripulante y R Lee Ermey cargando municiones en el Bofors de un Lockheed AC-130.

A pesar de que el L/60 fue posteriormente reemplazado por el L/70, el primero quedó en servicio de primera línea hasta bien entrada la década de 1980. En la mayoría de casos eran versiones terrestres, ya que un reemplazo adecuado en este papel no aparecería hasta la introducción de los lanzamisiles antiaéreos portátiles efectivos en la década de 1980.
En servicio del Ejército estadounidense, el Cañón Autopropulsado M19 fue reemplazado por el M42 Duster, que empleaba la misma torreta pero estaba basado en el chasis de un tanque M41 Walker Bulldog. Los L/60 todavía son empleados por la Fuerza Aérea de los Estados Unidos a bordo de los Lockheed AC-130 en el papel de apoyo a tierra.
El L/60 fue empleado por las Armadas de Argentina y el Reino Unido en la Guerra de las Malvinas, siendo empleado hasta bien entrada la década de 1990, cuando fue reemplazado por modernos cañones automáticos de 20 mm y 30 mm.

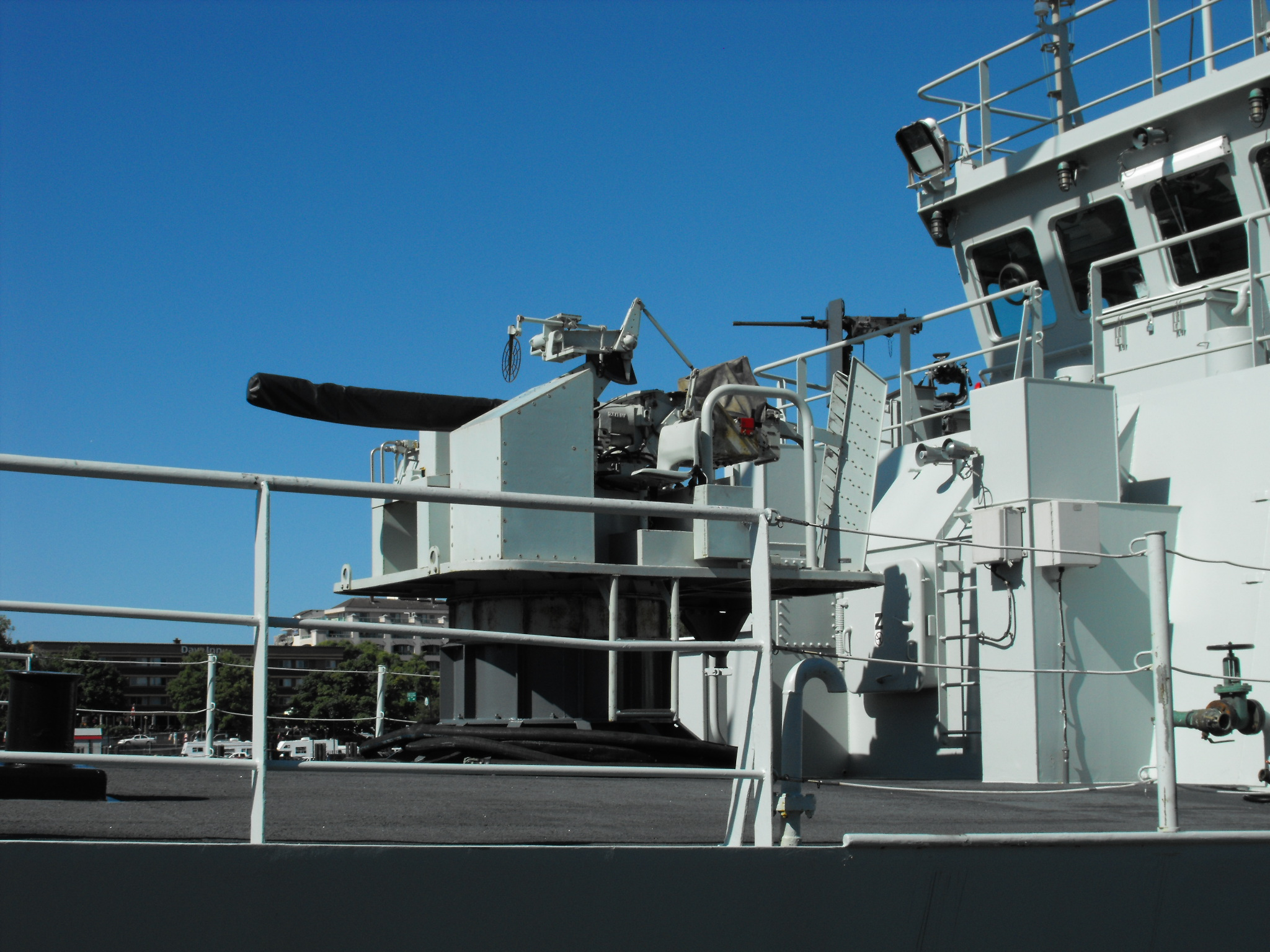
El Bofors L/60 instalado a bordo del guardacostas Clase Kingston HMCS Nanaimo.

Las Fuerzas Armadas canadienses también empleaban el Bofors en su flota de superficie, pero los retiraron a fines de la década de 1980 al considerarlos obsoletos. En un episodio algo vergonzoso, la Armada fue obligada a revisar varios museos militares de Canadá para reequipar su flota durante la Guerra del Golfo ya que jamás se compraron reemplazos. El Bofors L/60 continúa siendo el armamento principal de los guardacostas Clase Kingston, aunque la Armada está buscando un reemplazo adecuado.

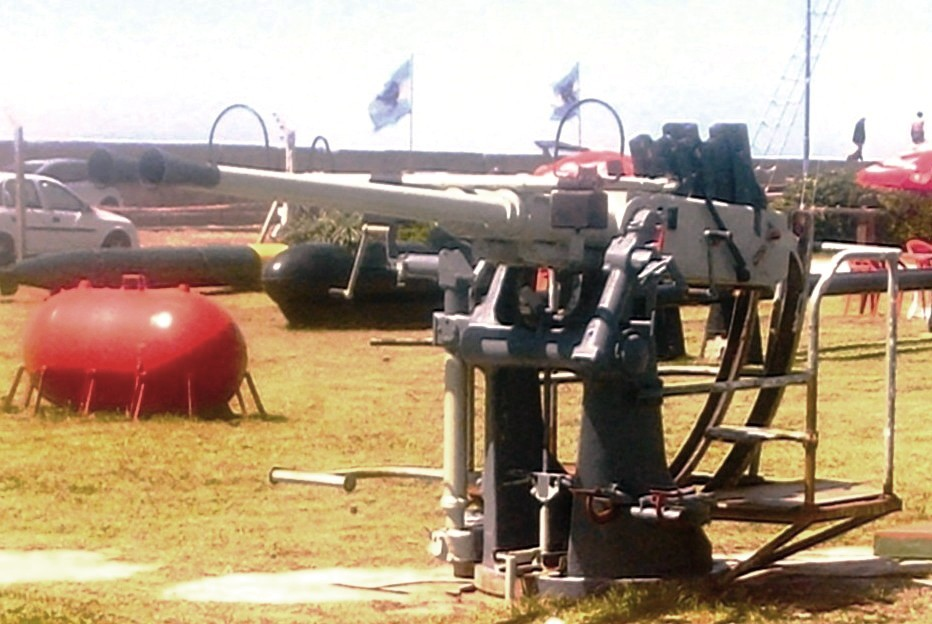
Batería doble desmontada de una corbeta argentina que combatió durante la Guerra de las Malvinas.

Hacia agosto de 2006, la Armada francesa empleaba cañones Bofors L/60 en más de veinte buques (patrulleros y auxiliares). Los buques de las Guardias Costeras de Noruega e Islandia continúan empleándolo. El L/60 continuó siendo empleado por el Ejército irlandés hasta fechas recientes, cuando fue retirado en favor del L/70 controlado por radar. Tres buques de la Armada irlandesa tienen cañones L/60 como su armamento principal. Dos L/60 retirados pueden verse en Limerick, junto a la plaza de Sarsfield Barracks.
Los últimos Bofors L/60 en servicio con la Royal Australian Navy fueron empleados como armamento principal a bordo de las patrulleras Clase Fremantle y para entremamiento en el polígono de tiro West Head de la base naval HMAS Cerberus. Estos cañones fueron retirados del servicio durante 2007; los cañones Bofors fueron empleados a bordo de casi cualquier buque de la RAN que operó entre las décadas de 1940 y 1990.
En 2012, el L/60 todavía es empleado por las Fuerzas Armadas de Brasil, Paraguay y Taiwán.

### L/70

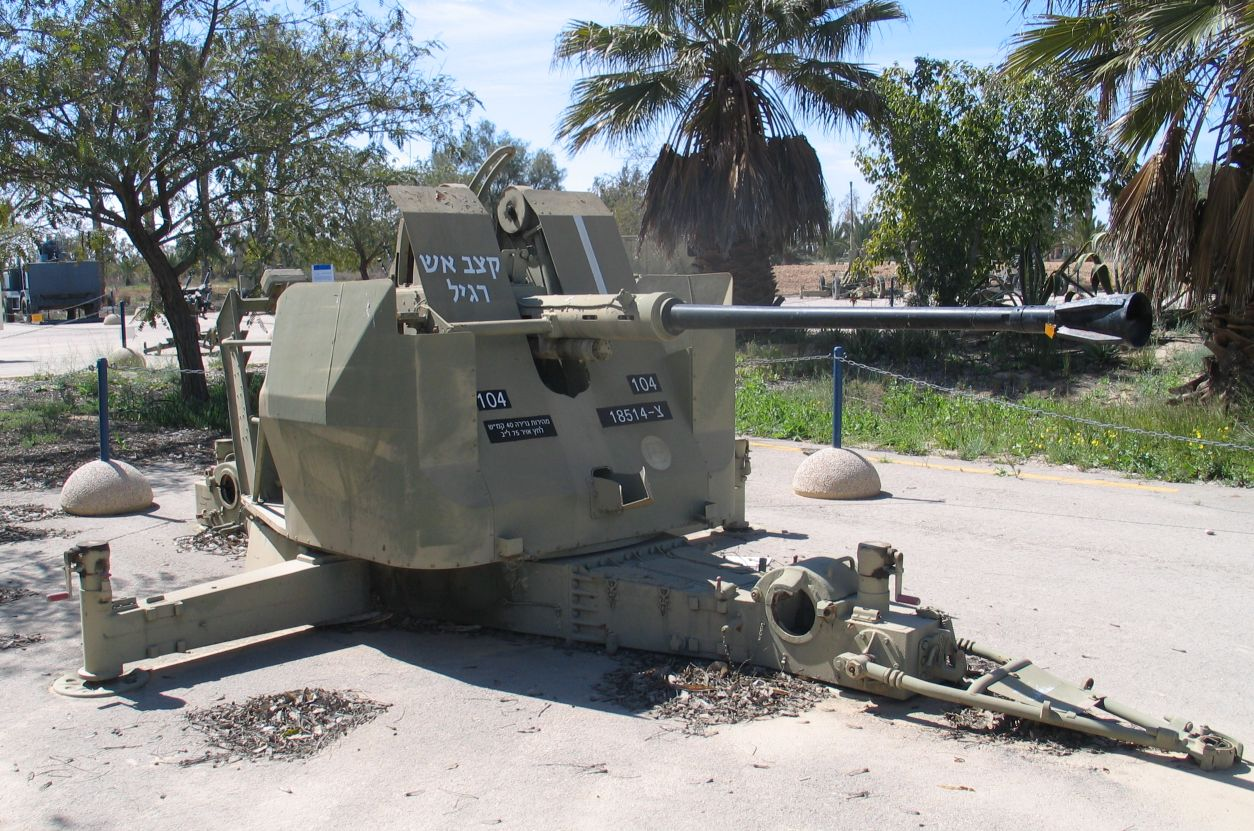
Bofors L/70

Hacia el fin de la Segunda Guerra Mundial, los aviones a reacción habían aumentado la velocidad de ataque a tal punto que los cañones Bofors no podían efectuar suficientes disparos para destruir el avión antes que este vuele fuera de su alcance. Para contrarrestar estas amenazas, el cañón debía tener un mayor alcance y una mayor cadencia de disparo, aumentando el número de proyectiles disparados en un enfrentamiento. La Bofors consideró actualizar el Bofors 40 mm o fabricar un cañón más potente de 57 mm, para finalmente poner en práctica ambas ideas.
El nuevo diseño de 40 mm empleaba el cartucho 40 x 364 R que disparaba una bala de 870 g a una velocidad de 1030 m/s (3379 pies/segundo). La cadencia de disparo fue aumentada a 240 disparos/minuto (4 disparos/segundo), una cadencia inusualmente alta para un cartucho de este tamaño. Además el afuste fue modificado para emplazarse con ayuda de motores eléctricos, que eran alimentados por un grupo electrógeno situado delante del afuste. La primera versión fue producida en 1947, aceptada en 1948 como el 40 mm lvakan m/48 y entrando en servicio con las Fuerzas Armadas suecas en 1951. Los cambios adicionales hechos con el paso de los años mejoraron la cadencia de disparo original a 300 disparos/minuto (5 disparos/segundo) y más tarde a 330 disparos/minuto (5,5 disparos/segundo).

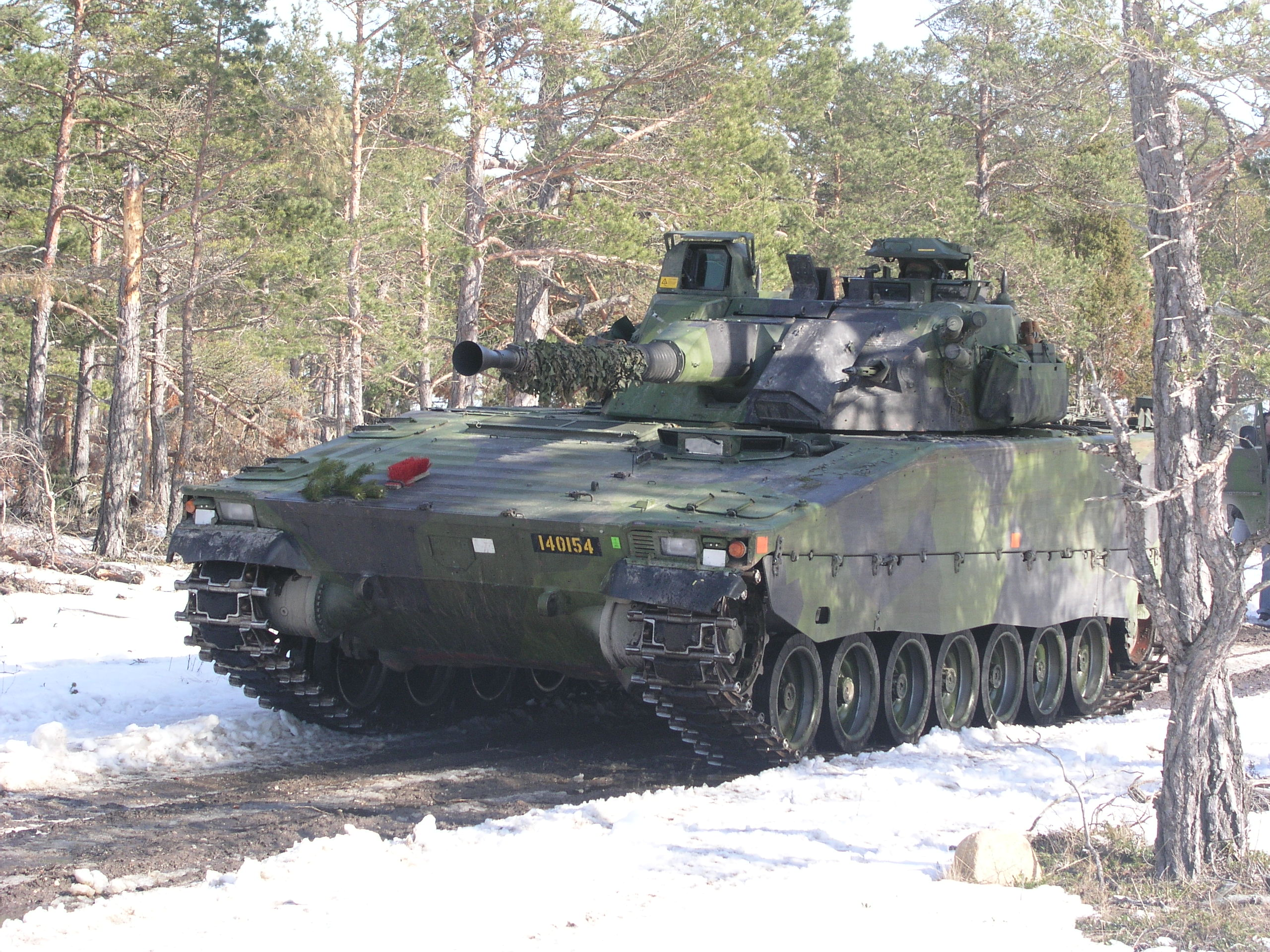
Vehículo de Combate de Infantería sueco CV 90, armado con un Bofors 40 mm.

Las ventas al extranjero empezaron, al igual que en el pasado, con los Países Bajos y el Reino Unido. En noviembre de 1953 fue aceptado como el cañón antiaéreo estándar de la OTAN, siendo rápidamente producido por millares. El L/70 además fue empleado como armamento de varios cañones antiaéreos autopropulsados, especialmente por el planeado M247 Sergeant York del Ejército de los Estados Unidos.
El CV 90 del Ejército sueco monta en su torreta una versión automática del L/70 alimentada por tambor. Para poder entrar en la torreta del vehículo, el cañón está montado de cabeza. Además se ha desarrollado nuevas municiones antiblindaje y programables. Alemania ha empleado cañones L/70 en sus barreminas Clase 352/Clase 333 y Clase 332, aunque estos serán reemplazados por afustes con mando a distancia MLG 27 hasta el 2008. Los cañones L/70 guiados por radares D7B eran ampliamente empleados como artillería antiaérea por la Armada y la Fuerza Aérea alemanas hasta inicios de la década de 1980, siendo después reemplazados por misiles tierra-aire Roland. El L/70 también fue elegido como armamento principal para el K21 de las Fuerzas Armadas Surcoreanas.

### DARDO
La empresa OTO Melara (llamada antes Breda) emplea cañones Bofors L/70 en sus sistemas antiaéreos Tipo 64, Tipo 106, Tipo 107, Tipo 564 y Tipo 520. Además han desarrollado un sistema CIWS llamado DARDO para el Ejército italiano y la Armada italiana. Un nuevo desarrollo de OTO Melara, el Fast Forty (esencialmente un afuste DARDO con una batería de dos cañones L/70), casi ha duplicado la cadencia de disparo a 450 disparos/minuto (7,5 disparos/segundo) (450 x 2 en batería doble) y está equipado con un cargador de 736 proyectiles así como un mecanismo de alimentación dual para empleo naval.

## Usuarios
- Alemania
- Arabia Saudita
- Argelia
- Argentina
- Australia
- Austria
- Bangladés
- Baréin
- Bélgica
- Bolivia
- Birmania
- Bosnia y Herzegovina
- Brasil
- Brunéi
- Camboya
- Canadá
- Catar
- Chile
- Chipre
- Colombia
- Corea del Sur
- Croacia
- Dinamarca
- Ecuador
- Egipto
- Emiratos Árabes Unidos
- España
- Estados Unidos
- Filipinas
- Finlandia
- Francia
- Guatemala
- Grecia
- Hungría
- India
- Indonesia
- Irak
- Irlanda
- Islandia
- Israel
- Italia
- Japón
- Jordania
- Kenia
- Letonia
- Líbano
- Libia
- Lituania
- Malasia
- Malta
- México
- Noruega
- Nueva Zelanda
- Omán
- Países Bajos
- Pakistán
- Panamá
- Paraguay
- Perú
- Polonia
- Portugal
- Reino Unido
- República de China
- República Dominicana
- Serbia
- Singapur
- Sudáfrica
- Sudán
- Suecia
- Suiza
- Sri Lanka
- Tailandia
- Turquía
- Uruguay
- Vietnam del Sur
- Venezuela
- Yemen
- Yibuti

### Listas relacionadas
- Anexo:Materiales históricos del Ejército de Tierra de España desde la posguerra